# Kościół Narodzenia Najświętszej Maryi Panny w Wąsewie
Kościół pw. Narodzenia Najświętszej Maryi Panny w Wąsewie – rzymskokatolicki kościół parafialny należący do parafii pw. Narodzenia Najświętszej Maryi Panny w Wąsewie, dekanatu Ostrów Mazowiecka – Chrystusa Dobrego Pasterza, diecezji łomżyńskiej, metropolii białostockiej.

## Historia
Obecna świątynia w stylu neogotyckim została zbudowana w latach 1912 – 1920 na miejscu poprzedniej, z końca XVIII wieku. Została zaprojektowana przez architekta Józefa Piusa Dziekońskiego. Budowla jest orientowana. Podczas II wojny światowej, w 1944 roku kościół został częściowo zniszczony.
W 1946 roku odbudowano zniszczoną fasadę oraz prezbiterium. W 1947 roku zostały przykryte dachem nawy. W latach 50. XX wieku zostały wykonane freski zaprojektowane przez profesor Edwardę Przeorską, natomiast w 1980 roku zostały ukończone wieże.

## Wyposażenie
Do najcenniejszego wyposażenia wnętrza świątyni należy Obraz Matki Boskiej Wąsewskiej namalowany w pierwszej połowie XVIII wieku oraz około 30 tabliczek wotowych pochodzących z XVIII i pierwszej połowy XIX wieku.